# Fauske
Fauske város Norvégiában, Nordland megyében. Az azonos nevű Fauske község (járás) adminisztratív központja. A Skjerstad Fjord partján helyezkedik el egy öbölben, ahonnan hajóval a fjordon keresztül egészen a tengerig ki lehet jutni. Fauske város lakossága 6439 fő (2024 év).
Fauske község (járás) lakossága 9827 fő (2024 év), a székhelyen túl Strømsnes (466 lakos), Sulitjelma (489 fő). és Valnesfjord / Straumsnes (460 fő) faluk rendelkeznek említésre méltó lakosságszámmal.Fauske várostól keleti irányba kb 40 kilométer van a község területének keleti határa, amely egyben a norvég-svéd határvonal is. Ezen szakaszon kiépített útvonal és határátkelő nincs. 
A város neve az 1500-as évekből származik, Fauske-tanyából ered. A név északi eredetű, és a fauskr főnévből származik, ami korhadt fát jelent. A város korábban a bányászatáról volt ismert, de ma már a márványkitermelésről a legismertebb.

## Gazdasági szerepe
Fauske változatos üzleti és kereskedelmi szektorral rendelkezik. A településen többek között kórház, 11 óvoda és 7 iskola, középiskola, könyvtár, mozi, kulturális központ, sportcsarnok és uszoda található. A település aktív kulturális élettel is rendelkezik, fesztiválokat is tartanak. A belvárosban a Scandic Hotel Fauske szálloda nyújt minőségi szálláshelyeket. A város bevásárlóközpontjai a 2010-ben megnyitott, 14 üzlettel rendelkező Fauske Handelspark, és a belvárosban található, 27 üzlettel rendelkező AMFI üzletház.
A környéken található a Suliskongen hegycsúcs 1908 méteres tengerszint feletti magasságával, amely Észak-Norvégia második legmagasabb csúcsa, közvetlenül a svéd határon található. A Skjerstadfjord 32 km hosszú, hajóval bejárható. A hegyekben található a Sulitjelma-bánya, illetve bányászati múzeum, amely nyitott a turisták előtt, a hegységbe 1,5 km hosszú vonalat lehet bányászvonattal bejárni.

## Közlekedés
A város közlekedési csomópont. A településen halad keresztül az ország észak-déli irányú fő közlekedési főútvonala, az E6 számú főút. Fauske városától nyugati irányba, a 80-as főuton 52 km távolságra található Bodø város, amely a térség meghatározó települése, nemzetközi repülőtérrel is rendelkezik. Közúton déli irányba haladva az E6 számú főúton, majd a 77-es számú főút leágazás folytatásaként lehet Svédország felé eljutni.
Fauske vasúti állomása része az ország Nordland vasúti vonalának, amely Trondheim és Bodø között van kiépítve.  Fausketől északi irányba vasúttal már nem lehet továbbmenni, ezért átszállási lehetőséggel buszjáratokon keresztül lehet továbbutazni Narvik irányába, észak felé.